# Nopsides
Nopsides ceralbonus es una especie de araña araneomorfa de la familia Caponiidae. Es el único miembro del género monotípico Nopsides. Se encuentra en  México.